# Gomphus odoneli
Gomphus odoneli är en trollsländeart som beskrevs av Fraser 1922. Gomphus odoneli ingår i släktet Gomphus och familjen flodtrollsländor. Inga underarter finns listade i Catalogue of Life.